# Calathea guianensis
Calathea guianensis är en strimbladsväxtart som beskrevs av Johann Friedrich Klotzsch, George Bentham och Joseph Dalton Hooker. Calathea guianensis ingår i släktet Calathea och familjen strimbladsväxter. Inga underarter finns listade.